# Paige Greco
Paige Greco (Australia, 19 de febrero de 1997) es una ciclista paralímpica australiana que ganó medallas de oro en los Juegos Paralímpicos de Tokio 2020 y el Campeonato Mundial de Pista de 2019 en la persecución femenina C1-3. Rompió el récord mundial estableciendo uno nuevo de 3: 52.283 en la persecución individual de 3000 m.

## Personal
Greco tiene parálisis cerebral que afecta principalmente al lado derecho de su cuerpo. Ha completado una licenciatura Ciencia del Ejercicio en la Universidad de Australia del Sur.
Greco está clasificada como ciclista C3. Antes de dedicarse al ciclismo, Greco era una prometedora atleta de pista y campo. En 2018, Greco se mudó de Victoria al South Australian Sports Institute para ser entrenado por Loz Shaw.
En el Campeonato Mundial de Paraciclismo en Apeldoorn, Países Bajos, ganó medallas de oro en los 3 km de persecución C3  y C3 500 m contrarreloj de mujeres. En la clasificación para la final femenina de persecución de 3 km, el tiempo de Greco de 4 minutos 0,206 segundos rompió el récord mundial existente por tres segundos. En el C3 de 500 m contrarreloj, su tiempo de 39,442 segundos superó la marca anterior en casi dos segundos. También ganó la medalla de plata en la carrera Scratch Race C3 de mujeres.
En el Campeonato del Mundo de Paraciclismo de Ruta de la UCI 2019, Emmen, Holanda, ganó la medalla de oro en la Contrarreloj Femenina C3  y la quinta en la Carrera de Ruta Femenina C3.
En el Campeonato Mundial de Paraciclismo en Pista de la UCI 2020, Milton, Ontario, ganó la medalla de oro en la persecución individual femenina C3.
Greco en sus primeros Juegos Paralímpicos en Tokio, ganó la persecución individual C1-3 de 3000m femenino, estableciendo un tiempo récord mundial de 3: 50.815 en la carrera por la medalla del oro.

## Reconocimiento
- 2019 - Ciclista del año en pista femenina de Cycling Australia.[9]